# Niccolò dell'Arca

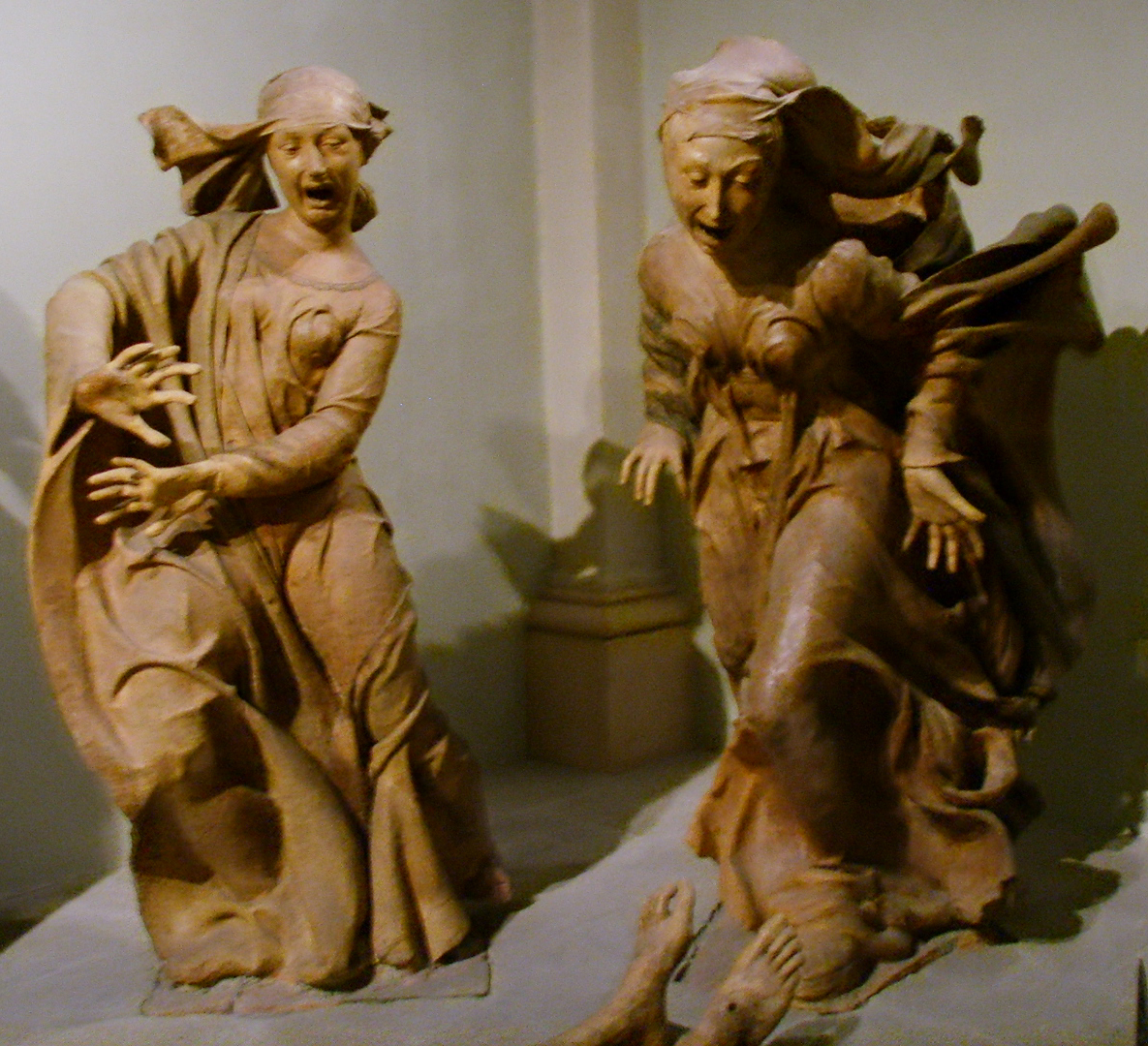
Compianto sul Cristo morto, Igreja de Santa Maria da Vida, Bolonha

Niccolò dell' Arca, conhecido também como Nicolò dall'Arca ou Niccolò d'Antonio d'Apulia ou ainda Niccolò da Bari (ca. 1435 – Bologna, 1494), foi um escultor italiano residente em Bologna, esteve entre os protagonistas da escultura setentrional italiana no século XV.

## Biografia

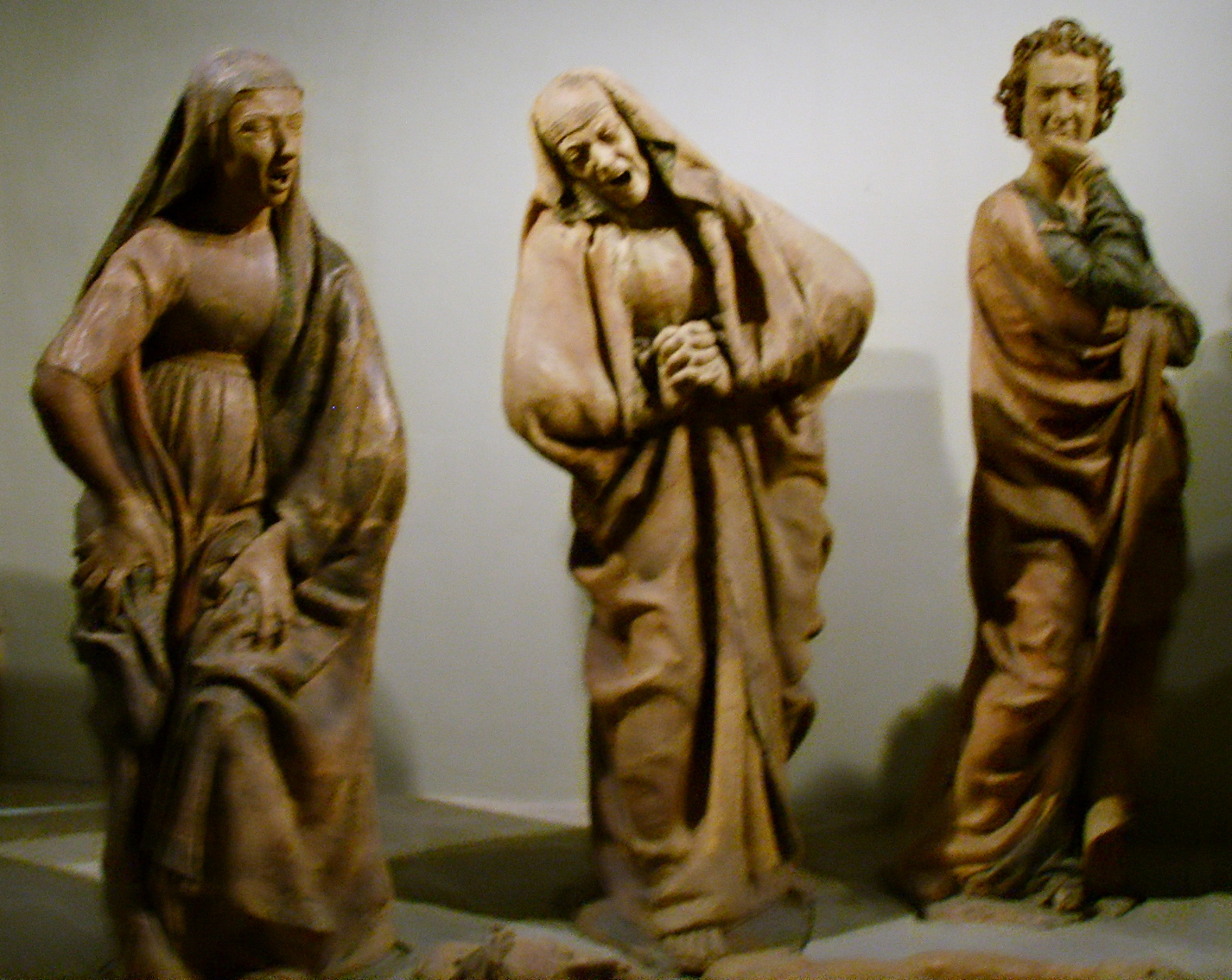
Outras estátuas do grupo do Compianto

Nos documentos mais antigos é citado como sendo de Apulia, de onde se deduz que fosse um artista com origem na Itália meridional (o termo "Apulia" na época indicava o Reino de Nápoles), provavelmente de Bari, e talvez tenha visitado Nápoles (onde teria tido a oportunidade de conhecer o catalão Sagrera) ou a França (onde teria estado em contato com as obras de Claus Sluter), antes de se estabelecer em Bologna por volta de1460. Ali incumbiu-se de alguns trabalhos, dentre os quais alguns  detalhes das janelas do lado este da Basílica de São Petrônio. Um documento de 1462 o menciona como locatário de uma oficina perto de San Petronio e mestre de figuras de terracota.

## OCompianto sul Cristo Morto
Sua obra-prima é o Compianto sul Cristo morto, uma obra com sete estátuas em tamanho natural feitas de terracota com resquícios de policromia. Dessa obra não se sabe ao certo a datação (entre 1463 e 1490) nem a exata disposição original das estátuas no arrajo. Extraordinária é a dramaticidade de algumas das figuras, sobretudo se comparada às obras já realizadas na Itália até aquela época. 

## Arca de São Domingos

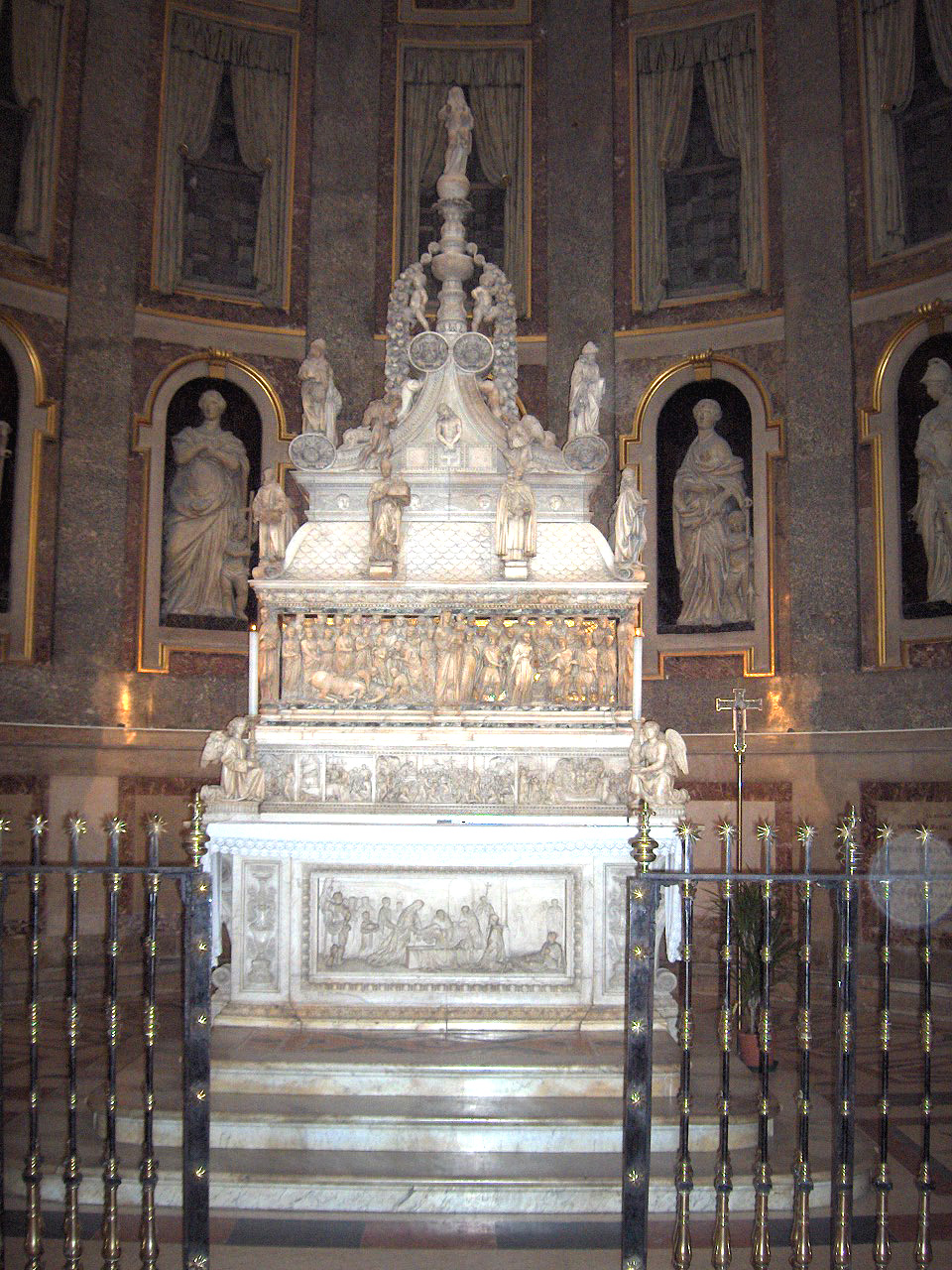
"Arca de São Domingos" conservada na Basílica de São Domingos em Bolonha.

A obra à qual Niccolò deve sua sorte foi a "Arca de São Domingos (em italiano:  Arca di San Domenico), que lhe valeu o cognome dell'Arca. A arca é um túmulo que conserva os relíquias de São Domingos na Basílica de São Domingos, em Bologna. Sua construção havia sido iniciada dois séculos antes por Nicola Pisano e pelos membros de sua oficina (em particular Arnolfo di Cambio).
Em 1411, a arca foi transferida da nave lateral direita para o centro da igreja. Sofreu, entre 1469 e 1473, uma reforma ao encargo de Niccolò, que ornou a parte superior com estátuas dos Evangelistas, além de  São Francisco, São Domingos, São Floriano, São Vital e um Cristo morto adorado por anjos, tudo coroado por Deus Pai, criador do mundo. Nessa obra já estão presentes as referências do renascimento toscano, com uma maior atenção à fisionomia dos personagens segundo o estilo borgonhês.
Em 1494, logo após a morte de Niccolò dell'Arca,  foi completada com três figuras pelo jovem Michelangelo Buonarroti. 

## Outras obras
Outras obras são:
- Madonna di Piazza con bambino (1478) para o palazzo d'Accursio (onde se notam influências de Jacopo della Quercia e Verrocchio),
- dois bustos de São Domingos em terracota (1475-1476), um dos quais está na basílica de São Domingos e o outro numa coleção particular,
- Compianto sul Cristo Morto, no santuário Santa Maria da Vida de Bolonha.

## Outras imagens

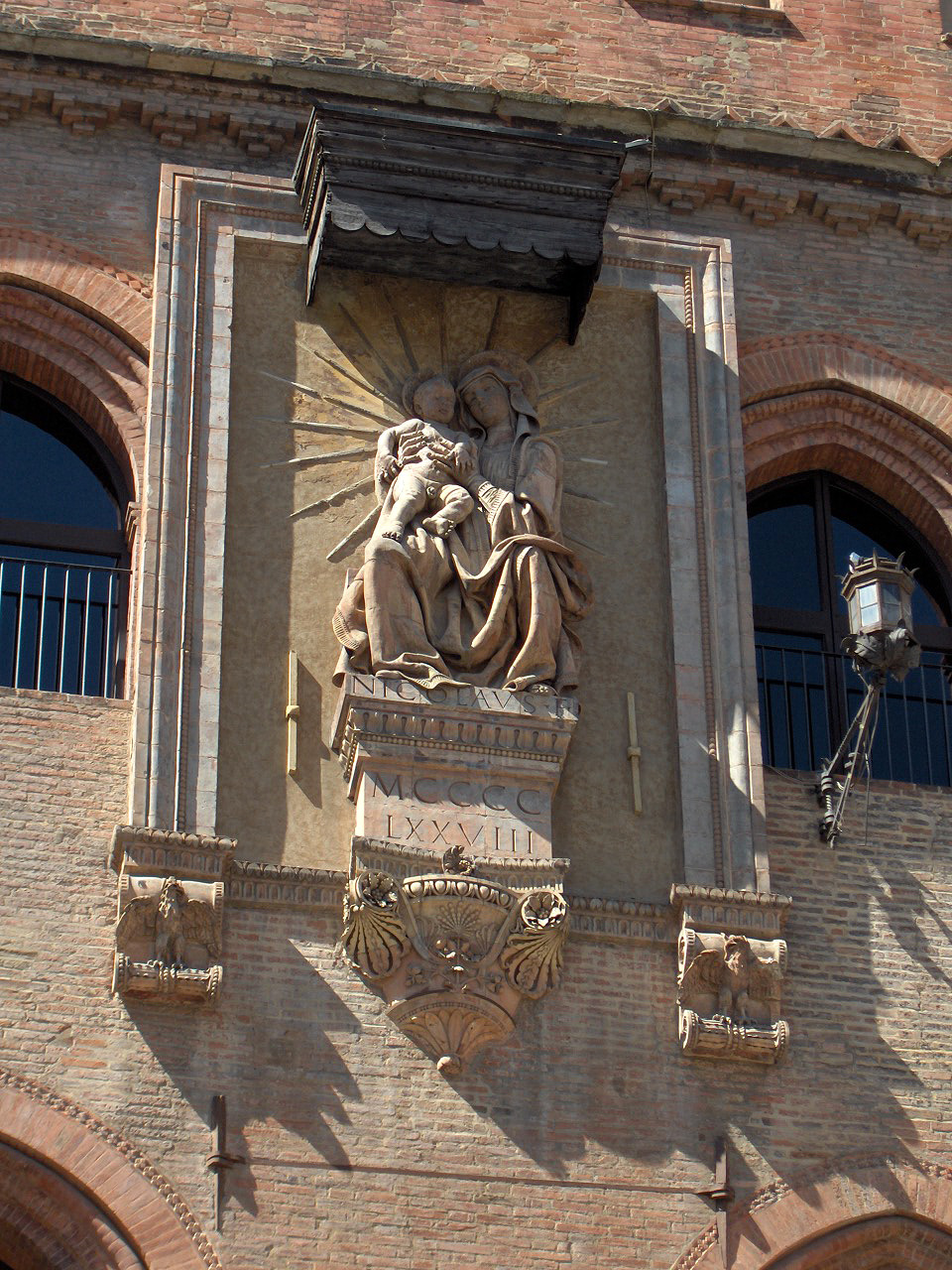
Madonna di Piazza, palazzo d'Accursio, Bologna
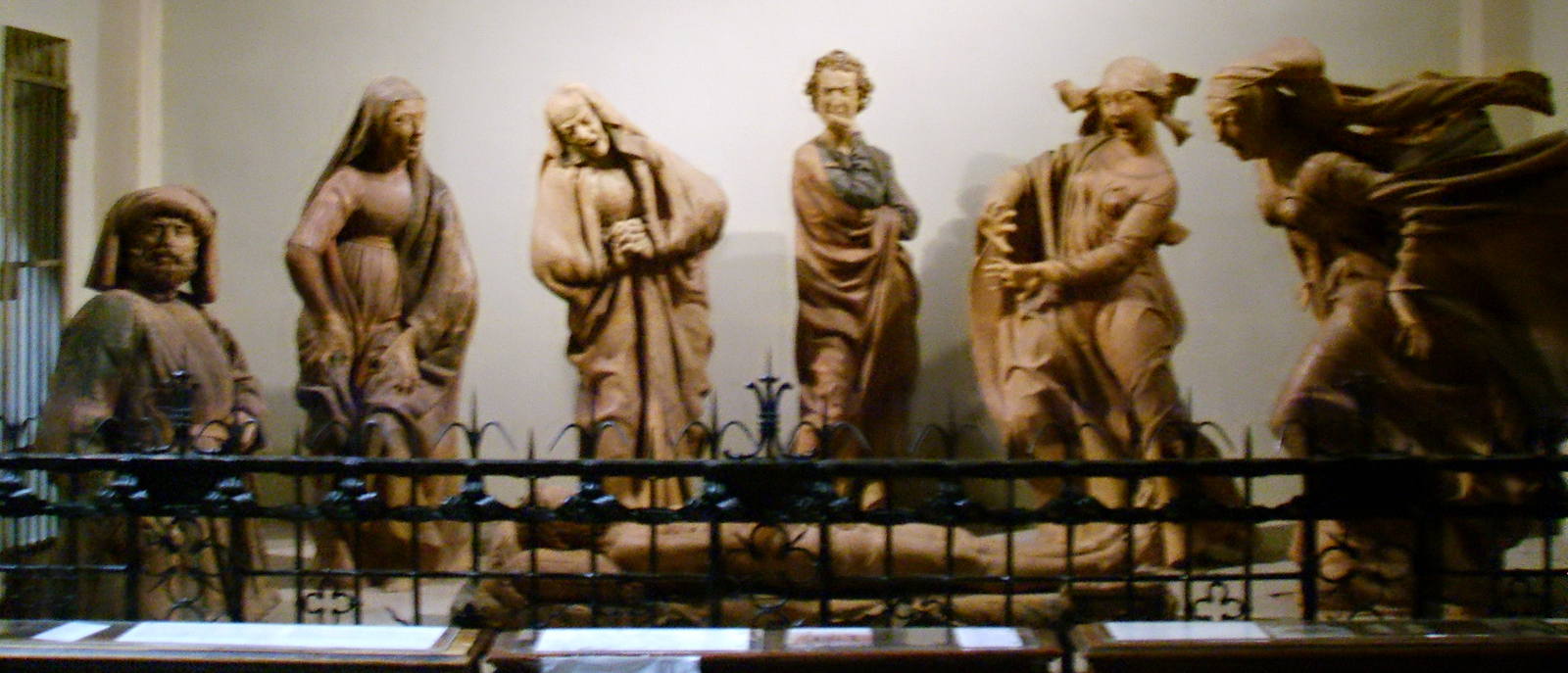
O Compianto